# Estación de Porte de la Villette
La estación de Porte de la Villette, de su nombre completo Porte de la Villette - Cité des Sciences et de l'Industrie, es una estación del metro de París situada al noreste de la capital, en el XIX Distrito. Forma parte de la línea 7. Entre 1910 y 1987 fue uno de los terminales de la línea. Al norte, a apenas cien metro se sitúa el taller de la Villette encargado del mantenimiento de las vías de toda la red.
En 2003, fue usada por más de 3 millones de pasajeros.

## Historia
La estación fue inaugurada el 5 de noviembre de 1910 como parte del tramo inicial de la línea 7. Durante muchos años, hasta la ampliación hacia Aubervilliers, fue uno de los terminales de la línea.
La estación debe su nombre a su ubicación cercana a la Porte de la Villette, antiguo acceso situado en el Muro de Thiers, última fortificación construida alrededor de París para proteger la ciudad. También permite llegar al parque de la Villette donde se encuentra la Cité des Sciences et de l'Industrie, de ahí su nombre completo. 

## Descripción
Tiene una estructura particular, ya que se compone de dos bóvedas diferenciadas con un andén central y dos vías en cada una. 
Su diseño es un claro ejemplo del estilo Motte: omnipresencia de los azulejos blancos biselados y dos líneas de color, en este caso el rojo, tanto a la altura de los asientos como por encima de los andenes centrales, en las estructuras rectangulares que resguardan las lámparas encargadas de iluminar la estación. 
A última hora es frecuente ver trenes de mantenimiento de las vías, que provienen del taller de la Villette, cruzar la estación camino del punto de la red que requiera algún tipo de actuación usando los diferentes enlaces que conectan entre sí las líneas.